# Wojciech Gutowski (malarz)
Wojciech Gutowski (ur. 1753 w Krakowie, zm. 4 grudnia 1812 tamże) – polski malarz, starszy cechu malarzy w Krakowie.

## Życiorys
Urodził się w 1753 w Krakowie i był uczniem F. Molitora oraz Walentego Janowskiego
16 października 1774 został wyzwolony na towarzysza i w trzy lata później 16 grudnia 1777 został magistrem. Wybierany był kilkukrotnie na starszego cechu malarzy: w latach 1786-88 oraz 1794 i 1796.
Udzielał się publicznie w czasie insurekcji kościuszkowskiej. Pozostawił po sobie nie tylko dzieła malarskie ale również polichromie.

## Twórczość
- polichromie w krużgankach klasztoru i kościoła franciszkanów w Krakowie, niezachowane, 1778
- obraz w nowej zakrystii 1778,
- zdobienia i polichromia rzeźb z 1785 w kościele paulinów na Skałce,
- obrazy w zakrystii z 1786 w kościele Bożego Ciała na Kazimierzu,
- obrazy w prezbiterium z 1799 w kościołach karmelitów św. Szczepana i w kościele w Niepołomicach,
- odnowienie polichromii w kościele cystersów w Jędrzejowie oraz w kaplicy Królewskiej u kamedułów na Bielanach,
- portrety rodzinne Konopków z Modlnicy(nie zachowały się).

Zmarł 4 grudnia 1812 w Krakowie.